# Aeropuerto de Cagayán de Joló
El Aeropuerto de Cagayán de Joló (Cagayán de Sulu Airport en inglés; Paliparan ng Cagayán ng Sulu en tagalo) también conocido como Aeropuerto de Mapun (IATA: CDY, ICAO: RPMU; Tugpahanan sa Mapun en cebuano), es un aeropuerto en una remota comunidad ubicada en la isla y municipio de Mapun, en la provincia de Tawi-Tawi en el extremo sur del país asiático de Filipinas. Se le clasifica como un aeropuerto comunitario por la Autoridad de Aviación Civil de Filipinas.
Se eleva unos 30,5 metros sobre el nivel del mar (equivalentes a 100 pies) y su pista tiene 1300 metros de largo (o 4265 pies). Se localiza muy cerca del vecino país de Malasia.